# Ronald Golias
Ronald Golias (São Carlos, 4 maggio 1929 – San Paolo, 27 settembre 2005) è stato un comico e attore brasiliano.
È considerato un pioniere della televisione brasiliana.

## Filmografia

### Cinema
- Um Marido Barra-Limpa, regia di Renato Grechi (1957)
- Vou Te Contá, regia di Alfredo Palácios (1958)
- Os três Cangaceiros, regia di Victor Lima (1959)
- Tudo Legal, regia di Victor Lima (1960)
- O Homem Que Roubou a Copa do Mundo, regia di Victor Lima (1961)
- O Dono da Bola, regia di J.B. Tanko (1962)
- Os Cosmonautas, regia di Victor Lima (1962)
- Golias Contra o Homem das Bolinhas, regia di Victor Lima (1960)
- Agnaldo, Perigo à Vista, regia di Reynaldo Paes de Barros (1969)

### Televisione
- Teledrama - serie TV (1956-1958)
- Praça da Alegria - serie TV (1957)
- Quatro Homens Juntos - serie TV (1965)
- Ceará Contra 007 - serie TV (1965)
- Mãos ao Ar - serie TV (1966)
- A Família Trapo - serie TV (1967)
- A Praça é Nossa - serie TV (1985-2007)
- A Verdadeira História de Romeu e Julieta - film TV (1990)
- Romeu e Julieta - film TV (2003)
- Meu Cunhado - serie TV (2004-2006)